# Mercury (schip, 1913)
Het wachtschip MERCURY is gebouwd als klipper voor de heer Piet Kamp uit Hoofdplaat. Als gevolg van een aanvaring is in 1928 de klippersteven vervangen door de huidige kop. Het schip heeft tot 1971 vracht vervoerd. In die tijd schaalde de binnenvaart op en kon het schip met zijn 1-cilinder gloeikopmotor uit 1924 niet meer meekomen. In 1971 werd het gekocht door  brandstoffenhandelaar Cornelis Kuiper, die het gebruikte als droogruimte voor netten in de haven van Enkhuizen. Op 20 april 1972 werd het schip overgenomen door de Enkhuizer zeeverkennersgroep Mercury.
Uiteindelijk heeft de motor nog tot juni 1982 dienst gedaan. Op zaterdag 26 juni 1982 sloeg de motor op hol en ontplofte. De machinist kon uit de  machinekamer ontsnappen. Eind 1983 werd een moderne dieselmotor ingebouwd en werd van de gelegenheid gebruik gemaakt de MERCURY grondig te  verbouwen en aan te passen aan de (toen) geldende veiligheidseisen.  Sinds de zomer van 2002 heeft het een Certificaat van Goedkeuring dat namens  de toenmalige Scheepvaartinspectie werd afgegeven door Scouting Nederland als een schip aan alle  veiligheidseisen voldeed. Tegenwoordig is voor het schip een Certificaat van onderzoek afgegeven. Na ruim honderd jaar is het vlak van het schip, het roer, de stuurhut en allerlei andere zaken in 2018 grotendeels vervangen op een scheepswerf in Harlingen.
De geschiedenis van de VERTROUWEN en de familie is in 1989 beschreven in De Blauwe Wimpel.

## Liggers Scheepmetingsdienst[3]
| Meetnummer                       | District en volgnr. | Meetdatum         | Meetplaats  | Lengte [m] | Breedte [m] | Inzinking [m] | Waterverplaatsing [ton] | Naam         | Eigenaar    | Domicilie   |
| -------------------------------- | ------------------- | ----------------- | ----------- | ---------- | ----------- | ------------- | ----------------------- | ------------ | ----------- | ----------- |
| Zb885N                           | Zevenbergen 885     | 13 februari 1913  | Roodevaart  | 25,18      | 5,10        | –             | 128,044                 | VERTROUWEN   | Pieter Kamp | Hoofdplaat  |
| Hermeting wegens plaatsing motor |                     |                   |             |            |             |               | 124,120                 |              |             |             |
| Hermeting                        |                     | 25 augustus 1924  | Roodevaart  |            |             |               |                         |              |             |             |
| R10095N                          | Rotterdam 10095     | 9 januari 1937    | Rotterdam   | 24,80      | 5,10        | –             | 123,126                 | VERTROUWEN : | F.IJ. Kamp  | Dinteloord  |
| R15610N                          | Rotterdam 15610     | 29 april 1947     | Rotterdam   | 24,51      | 5,10        | 1,92          | 127,326                 | VERTROUWEN   | F.J. Kamp   | Den Bommel  |
| R17659N                          | Rotterdam 17659     | 26 september 1950 | Slikkerveer | 28,50      | 5,09        | 1,91          | 152,623                 | VERTROUWEN   | F. Kamp     | Zwijndrecht |
| AN2282                           | Amsterdam 2282      | 23 mei 1985       | –           | 28,56      | 5,09        | 1,08          | 34,515 ton              | MERCURY      | –           | -           |